# 松本正生
松本正生（まつもと まさお、1955年7月12日 - ）は、日本の政治学者。埼玉大学名誉教授。専攻は政治意識論。

## 略歴
1955年、長野県に生まれる。1979年に中央大学法学部を卒業し、1984年に法政大学大学院修士課程を修了、1990年に同大学大学院博士課程を修了し、『世論調査と政党支持-戦後政党支持構造史-』で政治学博士を取得する。1991年に埼玉大学教養部講師、1992年に同大学教養部助教授、1995年に同大学経済学部助教授、2000年に同教授に昇進。2021年3月に定年退職。2020年4月1日に株式会社社会調査研究センターを設立する。

## 著書
- 『世論調査と政党支持-戦後政党支持構造史-』（法政大学出版局、1991）
- 『政治意識図説-「政党支持世代」の退場-』（中央公論新社、2001）
- 『「世論調査」のゆくえ』（中央公論新社、2003）
- 『社会環境設計論への招待』共著（八千代出版、2005）
- 『信頼のガバナンス-国民の信頼はどうすれば獲得できるのか』共著（ぎょうせい、2006）